# Dobroczyn
Dobroczyn (Dobroczyn Pierwszy) – przysiółek wsi Polwica w Polsce, położony w województwie wielkopolskim, w powiecie średzkim, w gminie Zaniemyśl.
W latach 1975–1998 przysiółek administracyjnie należał do województwa poznańskiego.